# Кам'яний Борок
Кам'яний Борок (біл. вёска Каменны Барок) — село в складі Березинського району Мінської області, Білорусь. Село підпорядковане Капланецькій сільській раді, розташоване в східній частині області.